# حمام الهنا (مسلسل)
حمام الهنا مسلسل تلفزيوني سوري بالأبيض والأسود إنتاج عام 1968. تأليف نهاد قلعي وإخراج فيصل الياسري.

## الأحداث
يقع في 13 حلقة، مدة كل منها ساعة تلفزيونية. أخذ المسلسل عن رواية بعنوان «الكراسي الاثنا عشر» للكاتبين السوفيتيين إيلف وبتروف. تقع الأحداث في حمام دمشقي تقليدي، وتتناول المواقف اليومية التي يتعرض لها أصحاب الحمام مع الزبائن في إطار كوميدي.

## الممثلون
• دريد لحام في دور غوار الطوشة
• نهاد قلعي في دور حسني البورظان
• رفيق السبيعي في دور أبو صياح
• زياد مولوي في دور عبدو
• فهد كعيكاتي في دور أبو فهمي
• عدنان بركات في دور أبو صخر
• عبد الرحمن آل رشي في دور أبو ضرغام
• صلاح قصاص في دور أبو الليل
• هالة شوكت في دور أم صياح
• منى واصف في دور جميلة المجنونة
• نجاح حفيظ في دور صديقة أم صياح
• ناجي جبر في دور زبون في الحمام
• عمر حجو في دور أجير القهوة
• عبد الفتاح المزين في دور منير
• محمد الشماط في دور سجين
• ياسين بقوش
• سليم صبري
• رياض شحرور
• محمد العقاد
• مظهر الحكيم
• لينا باتع
• أحمد أيوب
• يوسف شويري
• عدنان حبال
• فؤاد غازي
• سلوى سعيد
• محمد طرقجي
• محمد خير حلواني
• وفاء سكر
• ممدوح بريجاوي
• شريف بدر الدين

## الشارة
موسيقى الشارة وجزء من الموسيقى التصويرية هي قطعة موسيقى ألفها الموسيقار المصري عطية شرارة لتعرض في الفيلم المصري نشالة هانم (1953) وترقص على أنغامها سامية جمال (في الدقيقة 13 أي في بداية الفيلم تقريباً). اقتبسها منتجو المسلسل لكونها قريبة لموسيقى وتراث بلاد الشام وكأنها تُعزف في ليوان بيت دمشقي.